# Barcina del Barco
Barcina del Barco, también conocida como Barcina, es una localidad situada en la Provincia de Burgos, Castilla y León, comarca de Las Merindades, distrito de  Villarcayo, ayuntamiento del Valle de Tobalina.

## Geografía
En el valle del Ebro, entre la Sierra de Arcena al norte y la Sierra de Pancorbo al sur.; a 145 km de Villarcayo, cabeza de partido, y a 89 de Burgos. Comunicaciones: autobuses , Briviesca-Barcina del Barco y Villarcayo-Miranda de Ebro.

## Situación administrativa
En las elecciones locales de 2007 correspondientes a esta entidad local menor

## Demografía
En el censo de 1950 contaba con 72 habitantes, reducidos a 67 en 2004, 27 en 2007 , 55 en 2011, 80 en 2014

## Historia
Villa, en el Valle de Tobalina, en el partido de Castilla la Vieja en Burgos, jurisdicción de señorío, ejercida por el Duque de Frías quien nombraba su alcalde ordinario.
A la caída del Antiguo Régimen queda agregado al ayuntamiento constitucional de Valle de Tobalina , en el Partido de Villarcayo perteneciente a la región de Castilla la Vieja.

## Fiestas y costumbres
En el mes de junio celebran la fiesta de la Virgen del Rosario. El 18 de septiembre festejan a Santa Olalla.
El primer fin de semana de agosto se celebran las fiestas de verano. Uno de los eventos más importantes de estas fiestas es el festival de música punk-rock "Barcina Rock".

## Parroquia
Iglesia católica de San Martín Obispo, dependiente de la parroquia de San Martín de Don en el Arciprestazgo de Medina de Pomar , diócesis de Burgos
Arciprestazgo de Medina de Pomar del Arzobispado de Burgos.